# آموس دولبر
 آموس دولبر (انگلیسی: Amos Dolbear؛ زاده ۱۰ نوامبر ۱۸۳۷ درگذشته ۲۳ فوریهٔ ۱۹۱۰) یک دانشمند اهل ایالات متحده آمریکا بود.